# 巴
巴（符号bar）、毫巴（符号mbar）都是表示壓力的单位。它们不属于單位制或厘米-克-秒制，但接受與國際單位並用。因为巴與大氣壓力相似，所以被廣泛用於描述壓力。它在歐洲聯盟國家裡律法上被承認。

## 定义
巴和毫巴被定义为：
- 1 bar（巴） = 100,000 Pa（帕） = 100 kPa（千帕） = 1,000,000 dyn/cm2（达因/平方厘米）
- 1 mbar（毫巴） = 0.001 bar（巴） = 0.1 kPa（千帕） = 1 hPa（百帕） = 1,000 dyn/cm²（达因/平方厘米）

（1帕斯卡(1Pa)等于1牛頓每平方米）

## 换算
- 1 bar = 100 kN/m2 ≈ 1.0197 kgw/cm2
- 1 mbar = 100 Pa = 1 hPa = 0.1 kPa

## 起源
“巴”源自希臘語：（baros），意思是重量。巴的正式符号是“bar”，旧符号“b”已废弃不用；同样地，毫巴的现行符号是“mbar”，旧符号“mb”也已废弃不用。 
巴和毫巴的概念由英国气象学家先生于1909年发明，于1929年为国际所接受。

## 讨论
气压通常以毫巴作单位，如标准大气压被定义为1013.25毫巴（百帕），等于1.01325巴。长期以来，世界各地的气象学者即使用毫巴作为测量大气压的众多单位之一。这导致国际单位帕花了一段时间才为人们所广泛采用。毫巴现在仍然被广泛使用，虽然各国官方都渐渐过渡到其实数字是一样的国际单位：hPa（百帕）。但因为在其他领域里基本上很少会用到表示壹佰的“hecto”前缀所以通常会用“千帕”代替。如加拿大的天气预报中，就通常使用kPa（千帕）作为单位，也作cbar（厘巴）。
今日，毫巴通常在提及飓风或龙卷风暴时使用，因为更低的中心气压即意味着更高的风速和更大的威力。
“mb”的统一码符号为“㏔”（U+33D4）。"bar"的统一码则是“㍴”（U+3374）。